# Ludwig Isenbeck

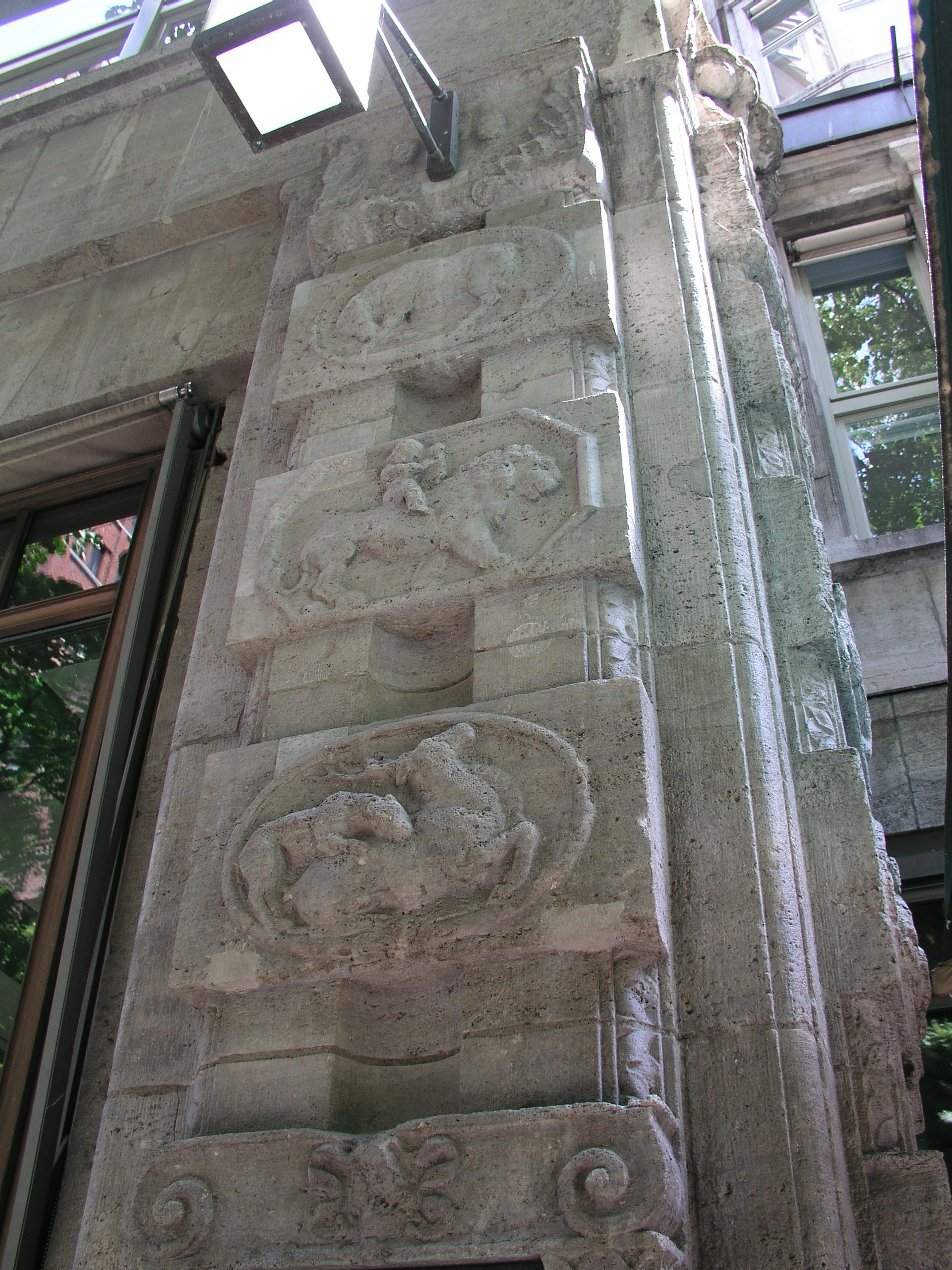
Fassadenschmuck von Ludwig Isenbeck am Weinhaus Huth in Berlin

Ludwig Isenbeck (* 19. April 1882 in Potsdam; † 21. Dezember 1958 in Berlin) war ein deutscher Bildhauer, dessen Werke zahlreiche öffentliche Bauten von Berlin schmücken.

## Einiges aus seinem Leben
Die Vorfahren von Isenbeck stammen aus Herringen in Westfalen (heute zu Hamm), das damals zu Preußen gehörte.
Isenbeck wohnte in Berlin-Friedenau, in der Görresstraße 16, wo auch noch viele andere Künstler lebten wie Wilhelm Haverkamp, Valentino Casal, Heinrich Mißfeldt, Georges Morin.
Bildhauerische Arbeiten führte Isenbeck in Stein, Keramik und Metall aus, sie erfolgten überwiegend für öffentliche Bauten. Bei der Umsetzung von Entwürfen für Keramik-Fassadenschmuck arbeitete er (wie andere Künstler auch) mit der Manufaktur des Richard Blumenfeld zusammen, der die gestalteten Elemente dauerhaft brannte.
Isenbeck bekam neben Aufträgen der Stadt Berlin auch einige für die Stadt Hamm, sicherlich wegen seiner familiären Wurzeln in dieser Gegend. Im Hammer Stadtbezirk Herringen wurde außerdem eine Straße nach ihm benannt.
Bei dem Kunstwettbewerb, der anlässlich der Olympischen Sommerspiele 1936 in Berlin durchgeführt wurde, war Ludwig Isenbeck Mitglied der Jury.
Ludwig Isenbeck gestaltete unter anderem ein Grabmal für den 1951 verstorbenen Neumünsteraner Fabrikanten Anton Sager sowie das heute in Boostedt stehende Ehrenmal des Schleswig-Holsteinischen Infanterie-Regiments Nr. 163 dessen Garnison ebenfalls Neumünster war.

## Werke (Auswahl)
- Vier-Winde-Brunnen, 1910, in Berlin in der Leonorenstraßen 70 vor dem Rathaus Lankwitz: Muschelkalkstein, 5 Meter hoch, 6 Meter im Durchmesser, zusammen mit den Architekten Johannes Hinrichsen und Taubert geschaffen; vier Fabelwesen am Fuße einer Säule, auf der eine weibliche Figur steht und einen Korb sowie eine Sichel in den Händen hält[4][5]
- Schmuck an und in der Kirche „Zur frohen Botschaft“ in Berlin-Karlshorst, die 1910 eingeweiht wurde, wahrscheinlich aus der Werkstatt von Isenbeck, der in dieser Periode mit den Architekten Peter Jürgensen und Jürgen Bachmann eng zusammenarbeitete (z. B. beim Bau des Schöneberger Rathauses)
- Weinhaus Huth (Wein- und Geschäftshaus in Berlin am Potsdamer Platz), 1911/12, Muschelkalkskulpturen als Fassadenschmuck von Ludwig Isenbeck und Johannes Hinrichsen (siehe Einleitungsbild)[6]
- Skulpturen am Schöneberger Rathaus, 1911–1913, von Isenbeck und Hinrichsen
- Frühere Leibniz-Realschule (heute „Schiller-Oberschule“, Staatliche Deutsch-Englische Europa-Schule) in der Schillerstraße 125–127 in Berlin-Charlottenburg, 1911–1913, Fassadenschmuck von Isenbeck und Hinrichsen[7]
- Figur einer Trauernden aus Marmor, im Mausoleum der Fabrikantenfamilie Moll (Besitzer einer Eisengießerei und eines Emaillierwerkes in St. Petersburg), 1912/13, auf dem Nordfriedhof von Neumünster, (das Mausoleum stammt von dem Architekten Hans Roß)[8][9]
- Außenreliefs der Taufkapelle der Anscharkirche in Neumünster, 1912/13; wieder in Zusammenarbeit mit dem Architekten der Kirche, Hans Roß[9]
- Frühere Gemeindeschule (im 21. Jahrhundert Eosander-Schinkel-Grundschule), 1913/14, in der Nithackstraße in Berlin-Charlottenburg mit den Bildhauerarbeiten Vier Jahreszeiten[10][11]
- Ehrenmal für die im Ersten Weltkrieg Gefallenen des schleswig-holsteinischen Infanterieregimentes 163, 1922, zuerst am Gänsemarkt in Neumünster; ein in Stein gearbeiteter nackter Soldat, mit Helm und Lorbeerkranz in der linken Hand, ist in Trauer versunken; später umgesetzt in die Böcklersiedlung, Färberstraße 92[12]
- Figur für den Raabe-Brunnen in Holzminden, 1927; die Figur auf dem Pfeiler stellt Klaus Eckenbrecher dar, eine Romanfigur aus Wilhelm Raabes Werk Der heilige Born[13]
- Springer (Vier startende Schwimmer) an der Fassade des Stadtbades Lichtenberg, 1928
- Christus, Bronze, um 1931, an der Jesus-Christuskirche am Thielplatz (Hittorfstraße/Faradayweg) in Berlin-Dahlem
- Berliner Stadtwappen am Bärenzwinger am Köllnischen Park, 1938/39[14]
- Christus-Skulptur und Grabplatten aus Muschelkalk für das Grabmal des Tuchfabrikanten Anton Sager, 1951, Nordfriedhof in Neumünster[9]
- Solokunstwerk Stehender Bär, Bronze auf Marmorplatte, 20 cm hoch (keine Jahresangabe)[15]

## Galerie

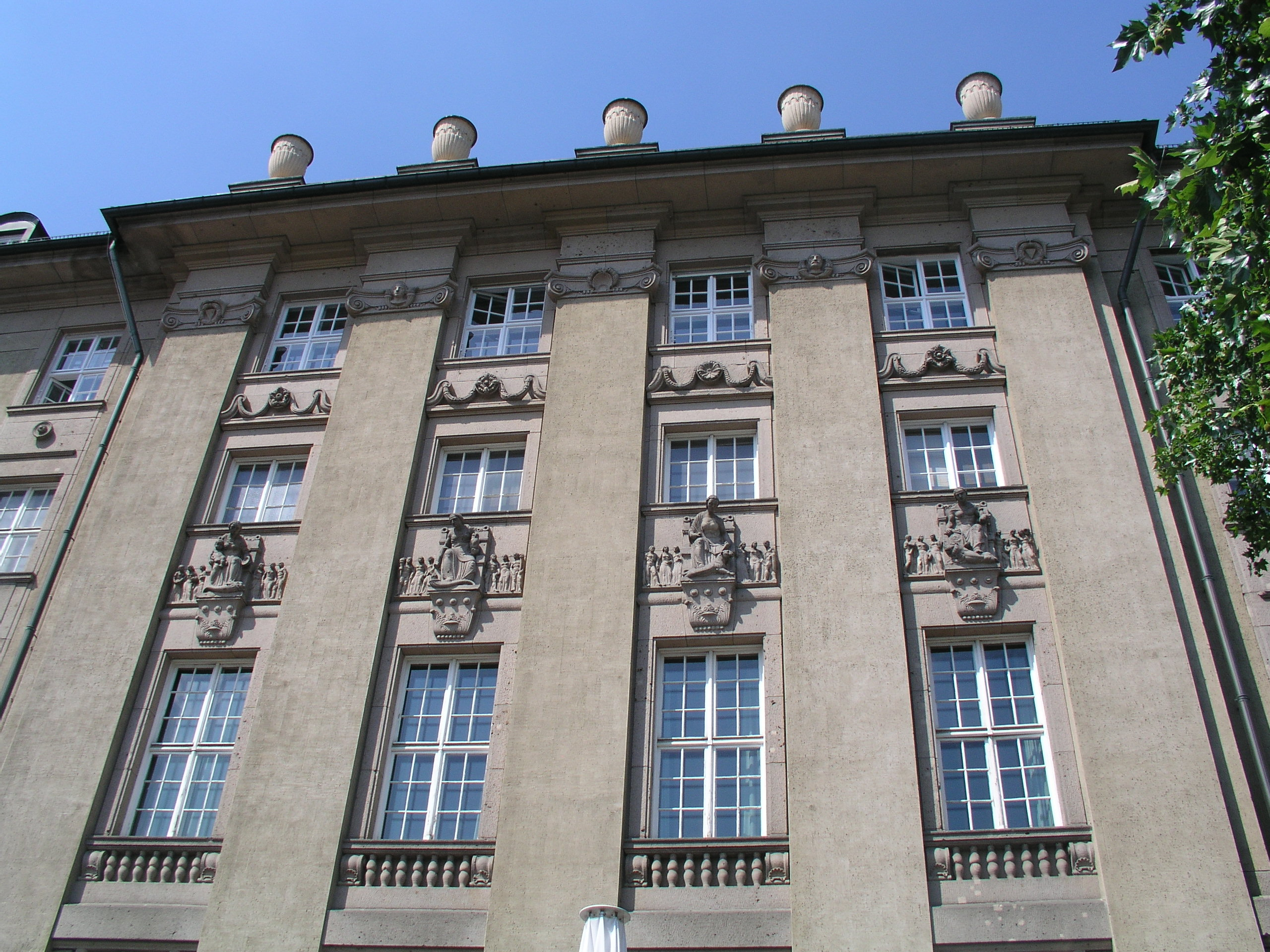
Reliefs am Rathaus Schöneberg
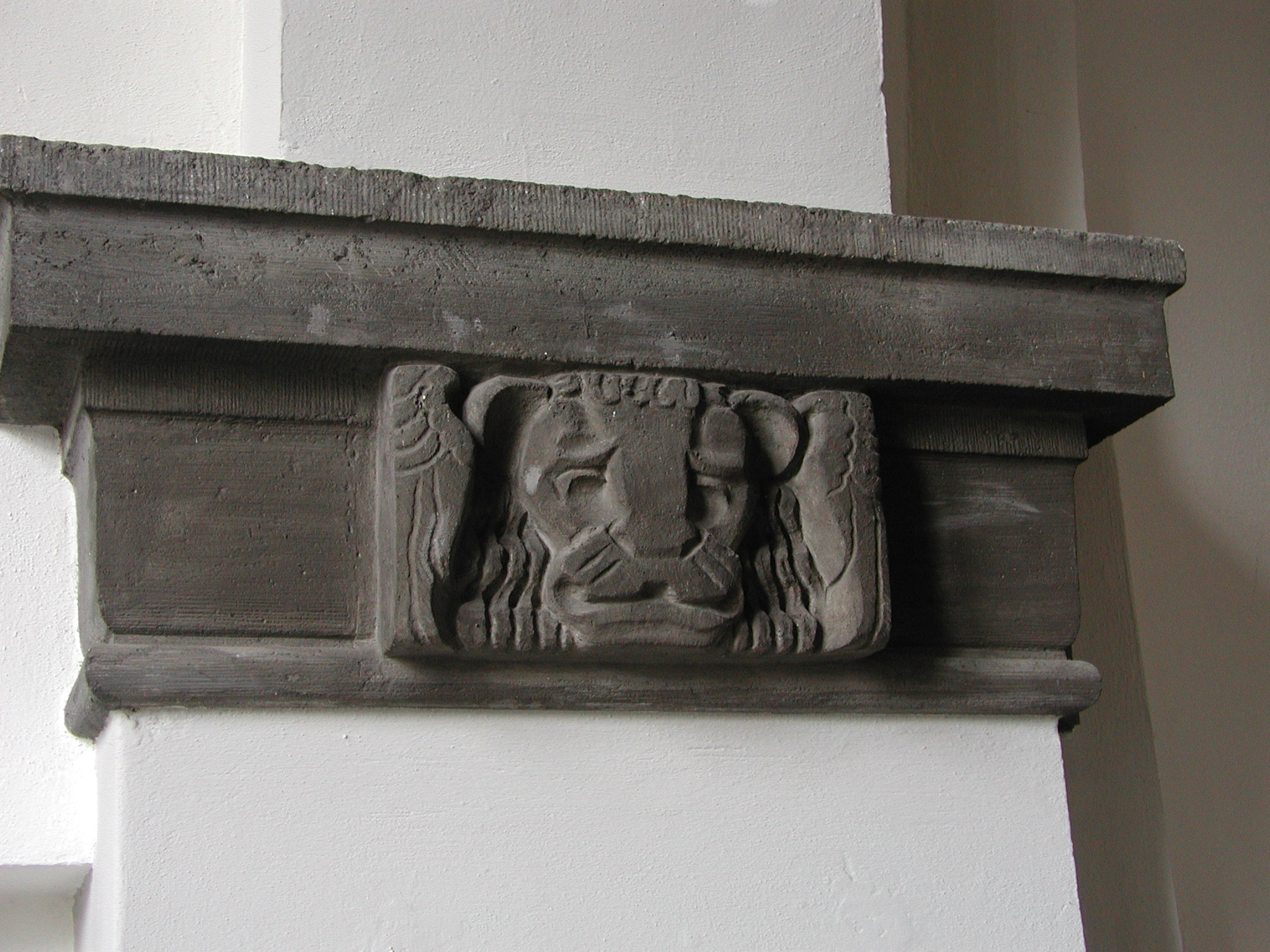
Detail an einer Säule der Kirche „Zur frohen Botschaft“ in Berlin-Karlshorst
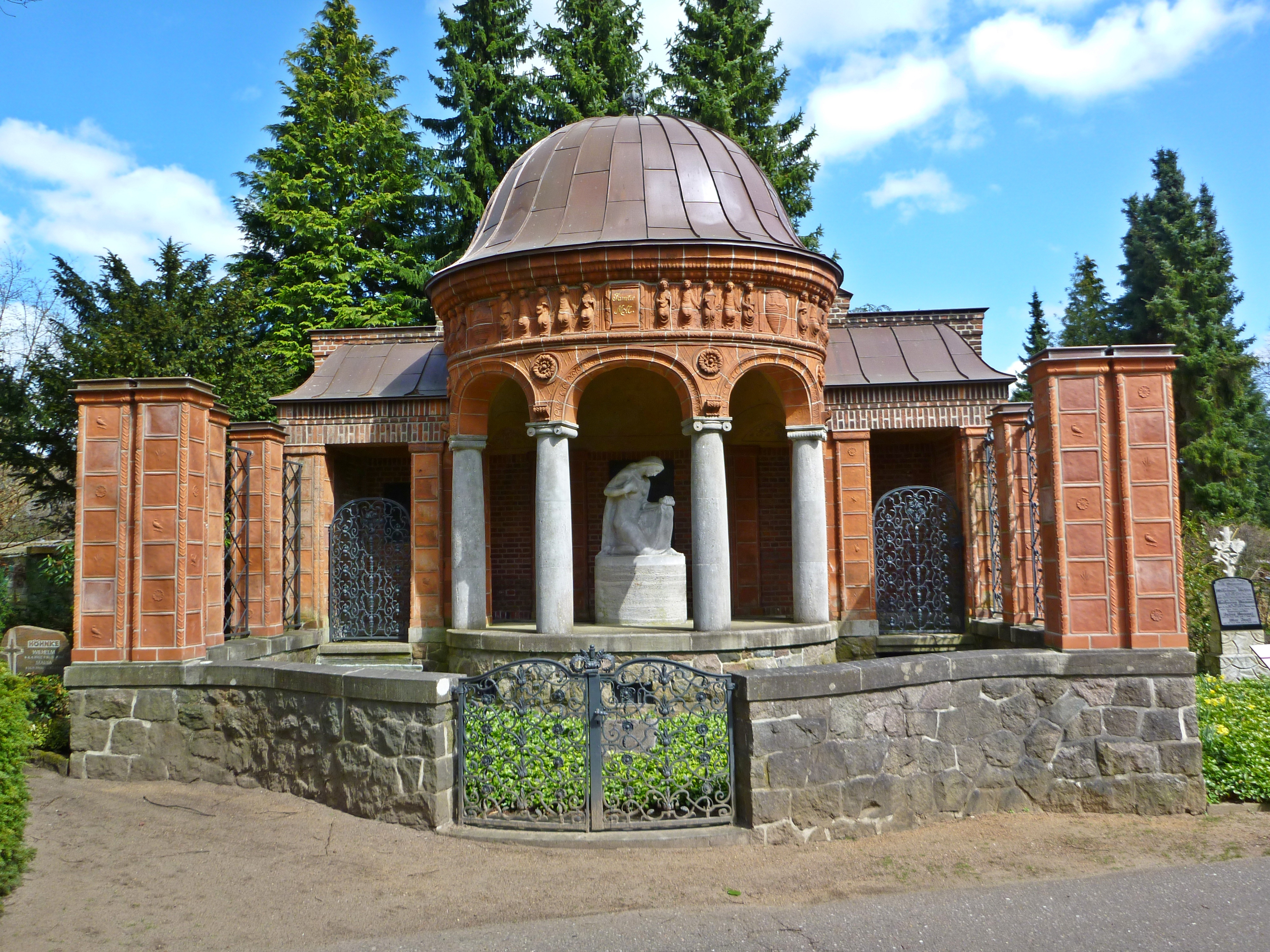
Figur einer Trauernden aus Marmor, im Mausoleum der Fabrikantenfamilie Moll
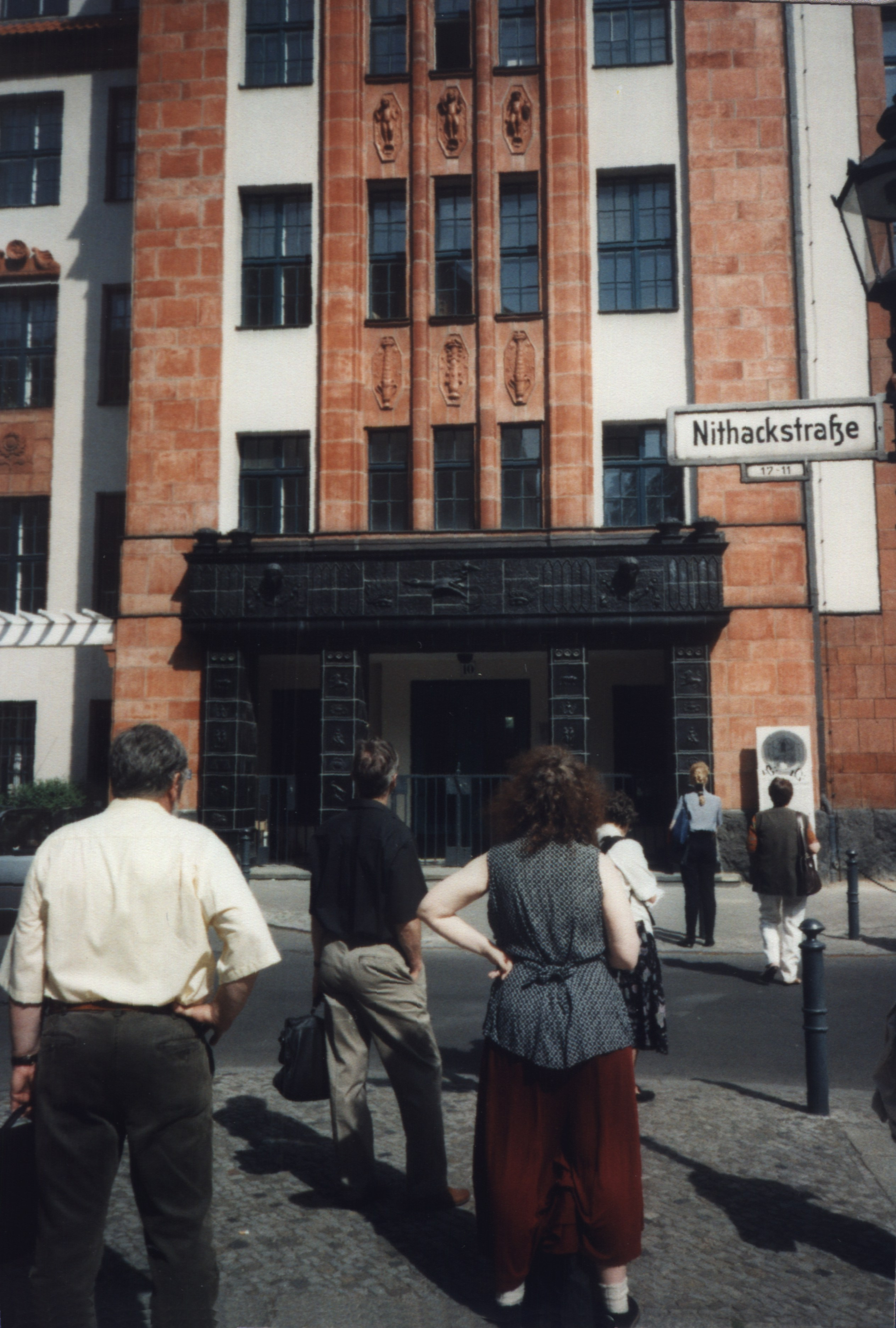
Fassadenschmuck an der eh. Gemeindeschule in der Nithackstraße
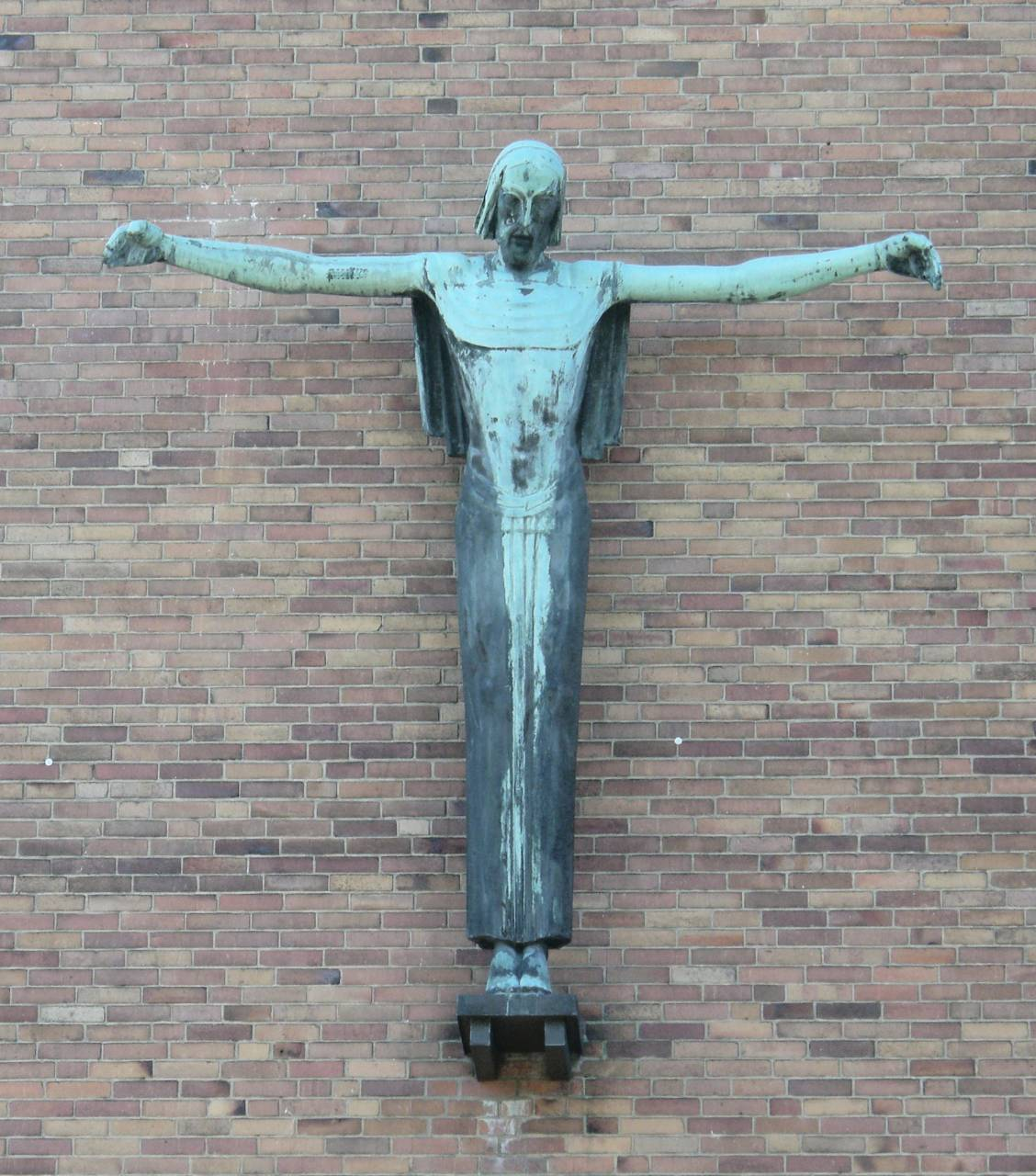
Bronzene Christus-Figur an der Christuskirche in Berlin-Dahlem
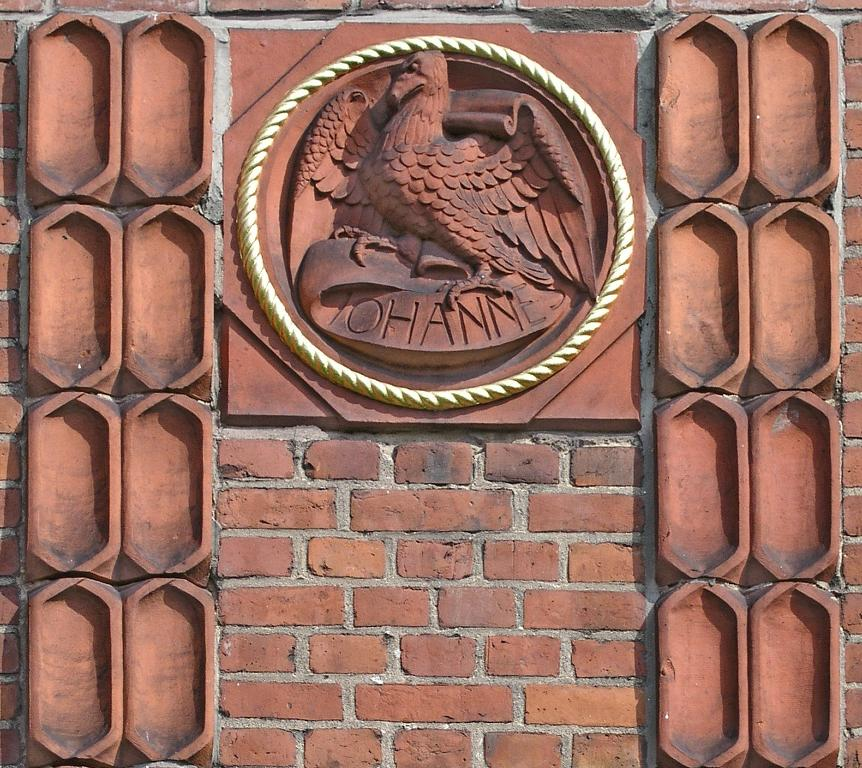
Relief an der Anscharkirche in Neumünster
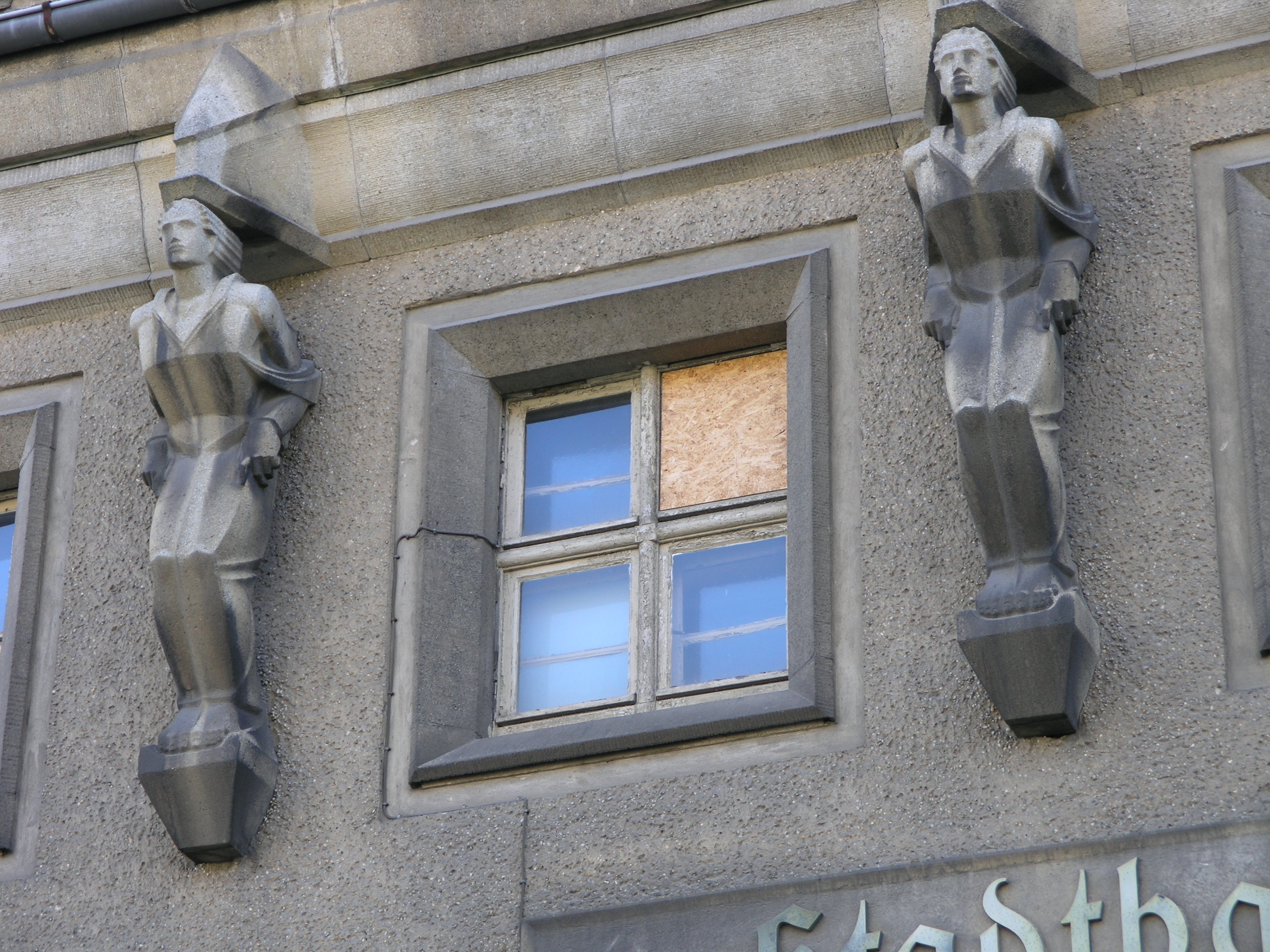
Zwei von vier gleichen Wasserspringer-Darstellungen über dem Portal des Stadtbades Lichtenberg in Berlin
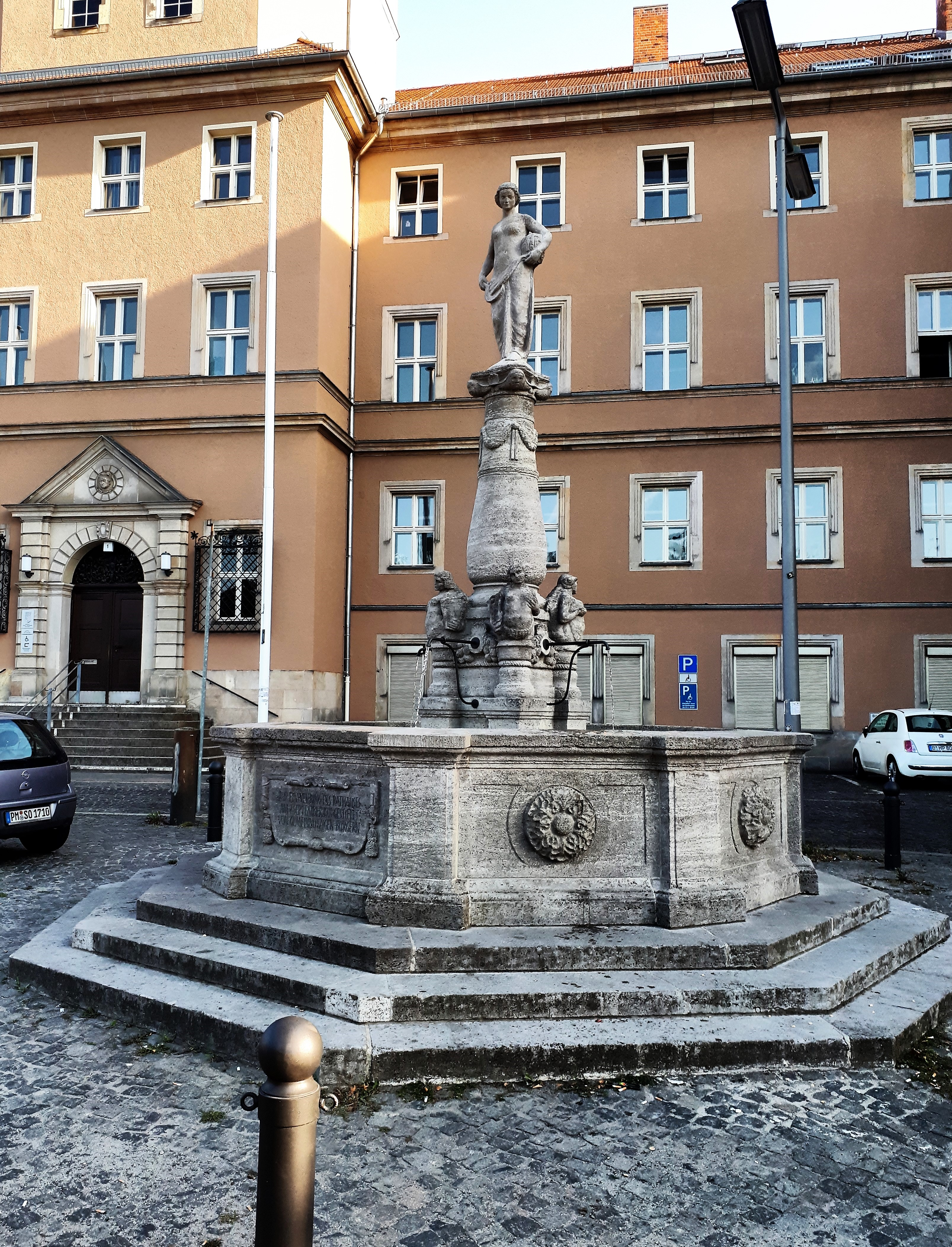
Vier-Winde-Brunnen Berlin-Lankwitz